# Llista de diputats al Parlament Europeu en representació de Grècia (IV Legislatura)
Aquesta és una llista dels 25 diputats que representaren Grècia durant la IV Legislatura del Parlament Europeu (1994–1999).

## Llista
| Nom                    | Partit nacional                  | Grup del PE               |
| ---------------------- | -------------------------------- | ------------------------- |
| Alekos Alavanos        | Coalició de l'Esquerra i Progrés | EUE (1994–1995) / EUE–EVN |
|                        | Coalició de l'Esquerra i Progrés | EUE (1994–1995) / EUE–EVN |
|                        | Partit Comunista                 | EUE (1994–1995) / EUE–EVN |
|                        | Partit Comunista                 | EUE (1994–1995) / EUE–EVN |
|                        | Primavera Política               | EDA                       |
|                        | Primavera Política               | EDA                       |
| Georgios Anastasópulos | Nova Democràcia                  | PPE                       |
| Stélios Argirós        | Nova Democràcia                  | PPE                       |
| Efthímios Khristodulu  | Nova Democràcia                  | PPE                       |
|                        | Nova Democràcia                  | PPE                       |
|                        | Nova Democràcia                  | PPE                       |
|                        | Nova Democràcia                  | PPE                       |
|                        | Nova Democràcia                  | PPE                       |
|                        | Nova Democràcia                  | PPE                       |
|                        | Nova Democràcia                  | PPE                       |
| Paraskevàs Avgerinós   | Moviment Socialista              | SOC                       |
|                        | Moviment Socialista              | SOC                       |
|                        | Moviment Socialista              | SOC                       |
|                        | Moviment Socialista              | SOC                       |
|                        | Moviment Socialista              | SOC                       |
|                        | Moviment Socialista              | SOC                       |
|                        | Moviment Socialista              | SOC                       |
|                        | Moviment Socialista              | SOC                       |
|                        | Moviment Socialista              | SOC                       |
|                        | Moviment Socialista              | SOC                       |